# 1952年ベルギーグランプリ
1952年ベルギーグランプリ (XIV GROTE PRIJS VAN BELGIE) は、1952年6月22日にスパ・フランコルシャンで開催されたフォーミュラ2のレース。このレースは1952年のF1世界選手権の第3戦でもあったが、通常適用されるフォーミュラ1のレギュレーションではなく、1952年と1953年はフォーミュラ2のレギュレーションが適用された。

## レース概要
マセラティの新型車、A6GCMは準備ができていなかった。これに加え、第一ドライバーのファン・マヌエル・ファンジオがノンタイトル戦のモンツァグランプリで背中に怪我を負っていた。これはフェラーリが再びレースで成功を収められる事を意味した。フェラーリのラインナップはアルベルト・アスカリ（アンドレ・シモンに代わって）、ニーノ・ファリーナ、ピエロ・タルッフィの3名であった。また、2人のプライベイター、エキュリー・フランコルシャンのシャルル・ド・トルナコ と、ルイ・ロジェもフェラーリをドライブした。ゴルディーニもラインナップを補強し、ベルギー人ドライバーのジョニー・クレエ、そしてジャン・ベーラ、ロベール・マンヅォン、プリンス・ビラが参戦した。アメリカ人ドライバーのロバート・オブライエンもシムカ・ゴルディーニで参戦している。HWMはベルギー人ドライバーのペア、ポール・フレールとロジェ・ローランを採用し、レギュラードライバーのピーター・コリンズ、ランス・マックリンと共に4台体制で参戦した。スターリング・モスはHWMからERAにスイッチして参戦。その他に多くのプライベイターが参加し、その中には後のワールドチャンピオン、マイク・ホーソーンがクーパー-ブリストルでデビューしている。
フェラーリがフロントローを占め、アスカリがポールポジション、ファリーナとタルッフィがこれに続いた。ゴルディーニのマンヅォンとベーラが2列目、3列目はホーソーン、ケン・ウォートン（フレイザー・ナッシュ）、フレールが並んだ。フレールは5名のベルギー人ドライバーの中で最上位であった。
雨の中スタートしたレースでタルッフィは大きく順位を落とし、第1ラップの終わりには9位に沈んだ。一方ベーラは2台のフェラーリを追い抜き、レースをリードした。モスもスタートに成功したが、第1ラップの途中で車が故障し1周もせずにリタイアとなった。ベーラのリードは短命に終わり、2ラップ目にはアスカリとファリーナに追い抜かれる。この両者は残る周回、1-2を保持したままレースを終えた。13ラップ目にタルッフィがベーラを抜き、ベーラは4位となった。次のラップでタルッフィはマルメディでスピン、ベーラがこれに衝突し両者ともリタイアした。マンヅォンはホーソーンを抜いて3位となり、ホーソーンは燃料漏れの問題を抱えながらも4位でレースを終えた。ポール・フレールが5位に入ってポイントを獲得した。
アスカリの勝利（ファステストラップも）と、タルッフィのリタイアにより、両者はタイトル争いにおいて9ポイントで並ぶこととなった。インディ500勝者のトロイ・ラットマンが3位、ファリーナは2位に入賞したことでランキング4位に浮上、ポイントリーダーから3ポイント差の位置に付けた。

## エントリーリスト
| No       | ドライバー                             | チーム                                          | コンストラクター                | シャシー                  | エンジン                   | タイヤ |
| -------- | -------------------------------------- | ----------------------------------------------- | ------------------------------- | ------------------------- | -------------------------- | ------ |
| 2        | ニーノ・ファリーナ                     | スクーデリア・フェラーリ                        | フェラーリ                      | フェラーリ・500           | フェラーリ Type 500 2.0 L4 | P      |
| 4        | アルベルト・アスカリ                   | スクーデリア・フェラーリ                        | フェラーリ                      | フェラーリ・500           | フェラーリ Type 500 2.0 L4 | P      |
| 6        | ピエロ・タルッフィ                     | スクーデリア・フェラーリ                        | フェラーリ                      | フェラーリ・500           | フェラーリ Type 500 2.0 L4 | P      |
| 8        | マイク・ホーソーン                     | レスリー・D・ホーソーン                         | クーパー-ブリストル             | クーパー・T20             | ブリストル BS1 2.0 L6      | D      |
| 10       | アラン・ブラウン                       | エキュリー・リッチモンド                        | クーパー-ブリストル             | クーパー・T20             | ブリストル BS1 2.0 L6      | D      |
| 12       | エリック・ブランドン                   | エキュリー・リッチモンド                        | クーパー-ブリストル             | クーパー・T20             | ブリストル BS1 2.0 L6      | D      |
| 14       | ロベール・マンヅォン                   | エキップ・ゴルディーニ                          | ゴルディーニ                    | ゴルディーニ・T16         | ゴルディーニ 20 2.0 L6     | E      |
| 16       | ジャン・ベーラ                         | エキップ・ゴルディーニ                          | ゴルディーニ                    | ゴルディーニ・T16         | ゴルディーニ 20 2.0 L6     | E      |
| 18       | ジョニー・クレエ                       | エキップ・ゴルディーニ                          | ゴルディーニ                    | ゴルディーニ・T16         | ゴルディーニ 20 2.0 L6     | E      |
| 20       | プリンス・ビラ                         | エキップ・ゴルディーニ                          | シムカ・ゴルディーニ            | シムカ-ゴルディーニ・T15  | ゴルディーニ 1500 1.5 L4   | E      |
| 22       | ルイ・ロジェ                           | エキュリー・ロジェ                              | フェラーリ                      | フェラーリ・500           | フェラーリ Type 500 2.0 L4 | D      |
| 24       | ランス・マックリン                     | HWモータース                                    | HWM-アルタ                      | HWM 52                    | アルタ F2 2.0 L4           | D      |
| 26       | ピーター・コリンズ                     | HWモータース                                    | HWM-アルタ                      | HWM 52                    | アルタ F2 2.0 L4           | D      |
| 28       | ポール・フレール                       | HWモータース                                    | HWM-アルタ                      | HWM 52                    | アルタ F2 2.0 L4           | D      |
| 30       | ロジェ・ローラン                       | HWモータース                                    | HWM-アルタ                      | HWM 52                    | アルタ F2 2.0 L4           | D      |
| 32       | スターリング・モス                     | イングリッシュ・レーシング・オートモビルズ Ltd. | ERA-ブリストル                  | ERA G                     | ブリストル BS1 2.0 L6      | D      |
| 34       | シャルル・ド・トルナコ                 | エキュリー・フランコルシャン                    | フェラーリ                      | フェラーリ・500           | フェラーリ Type 500 2.0 L4 | E      |
| 36       | ケン・ウォートン                       | スクーデリア・フラネラ                          | フレイザー・ナッシュ-ブリストル | フレイザー・ナッシュ FN48 | ブリストル BS1 2.0 L6      | D      |
| 38       | アルスール・レガー                     | アルスール・レガー                              | ヴェリタス                      | ヴェリタス・メテオール    | ヴェリタス 2.0 L6          | E      |
| 40       | ロビン・モントゴメリー＝チャーリントン | ロビン・モントゴメリー＝チャーリントン          | アストン-バターワース           | アストン・NB41            | バターワース F4 2.0 L6     | D      |
| 42       | トニー・ゲイズ                         | トニー・ゲイズ                                  | HWM-アルタ                      | HWM 51                    | アルタ F2 2.0 L4           | D      |
| 44       | ロバート・オブライエン                 | ロバート・オブライエン                          | シムカ・ゴルディーニ            | シムカ-ゴルディーニ・T15  | ゴルディーニ 1500 1.5 L4   | E      |
| Sources: |                                        |                                                 |                                 |                           |                            |        |

## 結果

### 予選
| 順位 | No | ドライバー                             | チーム                            | タイム | 差     |
| ---- | -- | -------------------------------------- | --------------------------------- | ------ | ------ |
| 1    | 4  | アルベルト・アスカリ                   | フェラーリ                        | 4:37.0 | -      |
| 2    | 2  | ニーノ・ファリーナ                     | フェラーリ                        | 4:40.0 | + 3.0  |
| 3    | 6  | ピエロ・タルッフィ                     | フェラーリ                        | 4:46.0 | + 9.0  |
| 4    | 14 | ロベール・マンヅォン                   | ゴルディーニ                      | 4:52.0 | + 15.0 |
| 5    | 16 | ジャン・ベーラ                         | ゴルディーニ                      | 4:56.0 | + 19.0 |
| 6    | 8  | マイク・ホーソーン                     | クーパー-ブリストル               | 4:58.0 | + 21.0 |
| 7    | 36 | ケン・ウォートン                       | フレイザー・ナッシュ-ブリストル   | 5:01.0 | + 24.0 |
| 8    | 28 | ポール・フレール                       | HWM-アルタ                        | 5:05.0 | + 28.0 |
| 9    | 10 | アラン・ブラウン                       | クーパー-ブリストル               | 5:07.0 | + 30.0 |
| 10   | 32 | スターリング・モス                     | ERA-ブリストル                    | 5:07.6 | + 30.6 |
| 11   | 26 | ピーター・コリンズ                     | HWM-アルタ                        | 5:09.0 | + 32.0 |
| 12   | 12 | エリック・ブランドン                   | クーパー-ブリストル               | 5:11.0 | + 34.0 |
| 13   | 34 | シャルル・ド・トルナコ                 | フェラーリ                        | 5:14.5 | + 37.5 |
| 14   | 24 | ランス・マックリン                     | HWM-アルタ                        | 5:17.1 | + 40.1 |
| 15   | 40 | ロビン・モントゴメリー＝チャーリントン | アストン・バターワース            | 5:19.3 | + 42.3 |
| 16   | 42 | トニー・ゲイズ                         | HWM-アルタ                        | 5:22.8 | + 45.8 |
| 17   | 22 | ルイ・ロジェ                           | フェラーリ                        | 5:25.7 | + 48.7 |
| 18   | 20 | プリンス・ビラ                         | シムカ・ゴルディーニ-ゴルディーニ | 5:28.4 | + 51.4 |
| 19   | 18 | ジョニー・クレエ                       | ゴルディーニ                      | 5:31.1 | + 54.1 |
| 20   | 30 | ロジェ・ローラン                       | HWM-アルタ                        | 5:37.9 | + 60.9 |
| 21   | 38 | アルスール・レガー                     | ヴェリタス                        | 5:45.0 | + 68.0 |
| 22   | 44 | ロバート・オブライエン                 | シムカ・ゴルディーニ-ゴルディーニ | 5:51.0 | + 74.0 |

### 決勝
| 順位     | No | ドライバー                             | チーム                           | 周回 | タイム/リタイア原因 | グリッド | ポイント |
| -------- | -- | -------------------------------------- | -------------------------------- | ---- | ------------------- | -------- | -------- |
| 1        | 4  | アルベルト・アスカリ                   | フェラーリ                       | 36   | 3:03:46.3           | 1        | 9        |
| 2        | 2  | ニーノ・ファリーナ                     | フェラーリ                       | 36   | +1:55.2             | 2        | 6        |
| 3        | 14 | ロベール・マンヅォン                   | ゴルディーニ                     | 36   | +4:28.4             | 4        | 4        |
| 4        | 8  | マイク・ホーソーン                     | クーパー-ブリストル              | 35   | +1 lap              | 6        | 3        |
| 5        | 28 | ポール・フレール                       | HWM-アルタ                       | 34   | +2 laps             | 8        | 2        |
| 6        | 10 | アラン・ブラウン                       | クーパー-ブリストル              | 34   | +2 laps             | 9        |          |
| 7        | 34 | シャルル・ド・トルナコ                 | フェラーリ                       | 33   | +3 laps             | 13       |          |
| 8        | 18 | ジョニー・クレエ                       | ゴルディーニ                     | 33   | +3 laps             | 19       |          |
| 9        | 12 | エリック・ブランドン                   | クーパー-ブリストル              | 33   | +3 laps             | 12       |          |
| 10       | 20 | プリンス・ビラ                         | シムカ-ゴルディーニ-ゴルディーニ | 32   | +4 laps             | 18       |          |
| 11       | 24 | ランス・マックリン                     | HWM-アルタ                       | 32   | +4 laps             | 14       |          |
| 12       | 30 | ロジェ・ローラン                       | HWM-アルタ                       | 32   | +4 laps             | 20       |          |
| 13       | 38 | アルスール・レガー                     | ヴェリタス                       | 31   | +5 laps             | 21       |          |
| 14       | 44 | ロバート・オブライエン                 | シムカ-ゴルディーニ-ゴルディーニ | 30   | +6 laps             | 22       |          |
| 15       | 42 | トニー・ゲイズ                         | HWM-アルタ                       | 30   | +6 laps             | 16       |          |
| リタイア | 40 | ロビン・モントゴメリー＝チャーリントン | アストン・バターワース           | 17   | エンジン            | 15       |          |
| リタイア | 6  | ピエロ・タルッフィ                     | フェラーリ                       | 13   | アクシデント        | 3        |          |
| リタイア | 16 | ジャン・ベーラ                         | ゴルディーニ                     | 13   | アクシデント        | 5        |          |
| リタイア | 36 | ケン・ウォートン                       | フレイザー・ナッシュ-ブリストル  | 10   | スピン              | 7        |          |
| リタイア | 22 | ルイ・ロジェ                           | フェラーリ                       | 6    | トランスミッション  | 17       |          |
| リタイア | 26 | ピーター・コリンズ                     | HWM-アルタ                       | 3    | ハーフシャフト      | 11       |          |
| リタイア | 32 | スターリング・モス                     | ERA-ブリストル                   | 0    | エンジン            | 10       |          |

## 注
- 1952年ヨーロッパグランプリとしても開催された
- 初表彰台：ロベール・マンヅォン

## 第3戦終了時点でのランキング
|    | 順位 | ドライバー           | ポイント |
| -- | ---- | -------------------- | -------- |
|    | 1    | ピエロ・タルッフィ   | 9        |
| 41 | 2    | アルベルト・アスカリ | 9        |
| 1  | 3    | トロイ・ラットマン   | 8        |
| 26 | 4    | ニーノ・ファリーナ   | 6        |
| 2  | 5    | ルディ・フィッシャー | 6        |

- 注：トップ5のみ表示。ベスト4戦のみがカウントされる。

## 参照
1. ↑  “Belgian GP, 1952 Race Report”.   Grandprix.com. 2012年8月15日閲覧。
2. ↑  “1952 Belgian Grand Prix - Race Entries”.   manipef1.com. 2012年5月9日時点のオリジナルよりアーカイブ。2013年12月15日閲覧。
3. ↑  “1952 Belgian GP - Entry List”.   chicanef1.com. 2013年12月15日閲覧。

- “The Official Formula 1 website”. 2009年12月1日閲覧。

| 前戦 1952年インディ500            | FIA F1世界選手権 1952年シーズン   | 次戦 1952年フランスグランプリ     |
| 前回開催 1951年ベルギーグランプリ | ベルギーグランプリ                | 次回開催 1953年ベルギーグランプリ |
| 前回開催 1951年フランスグランプリ | ヨーロッパグランプリ (冠大会時代) | 次回開催 1954年ドイツグランプリ   |